# Trancheuse à jambon
Pour l'engin de travaux publics, voir Trancheuse.

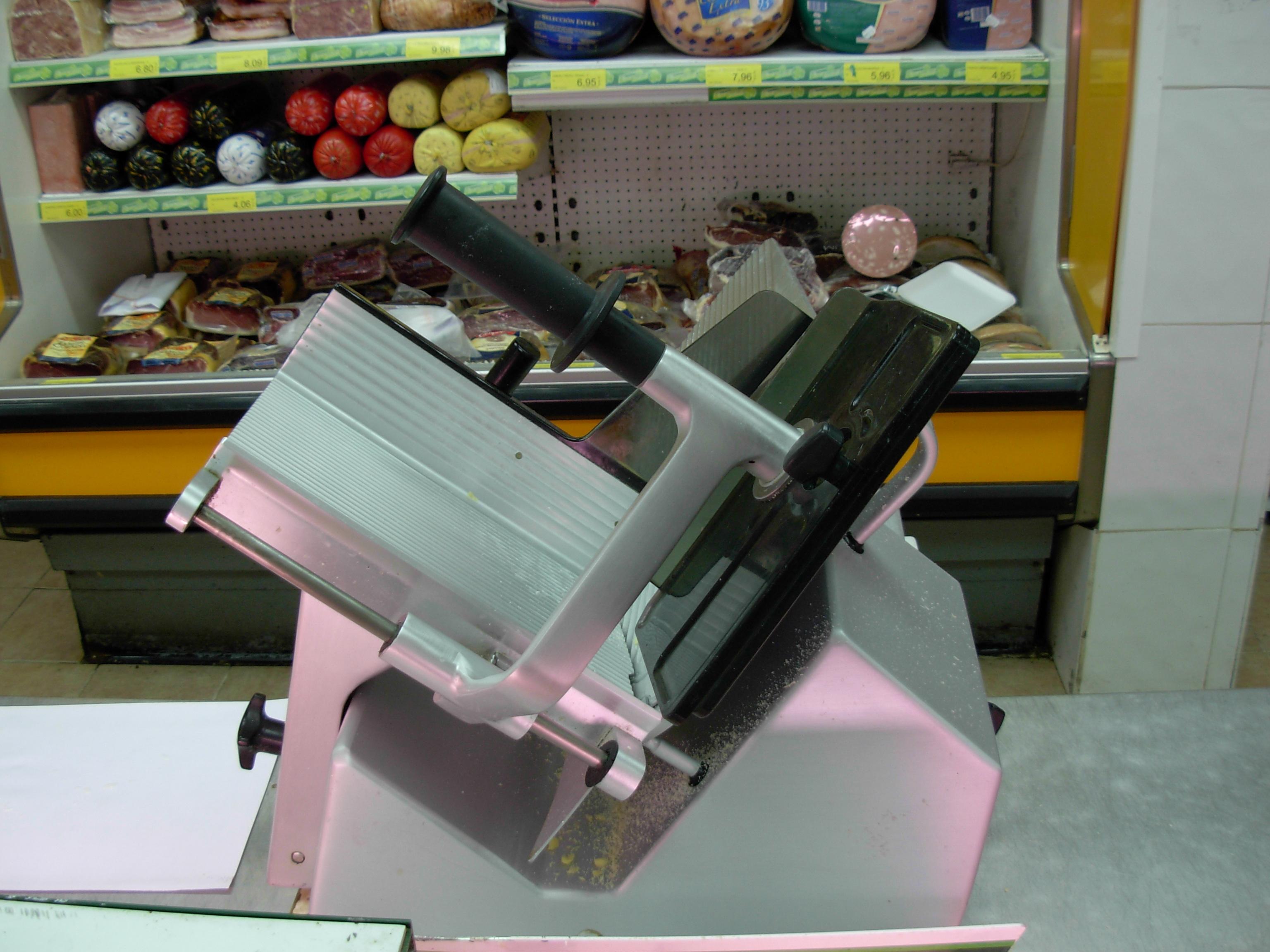
Trancheuse à jambon moderne à moteur électrique.

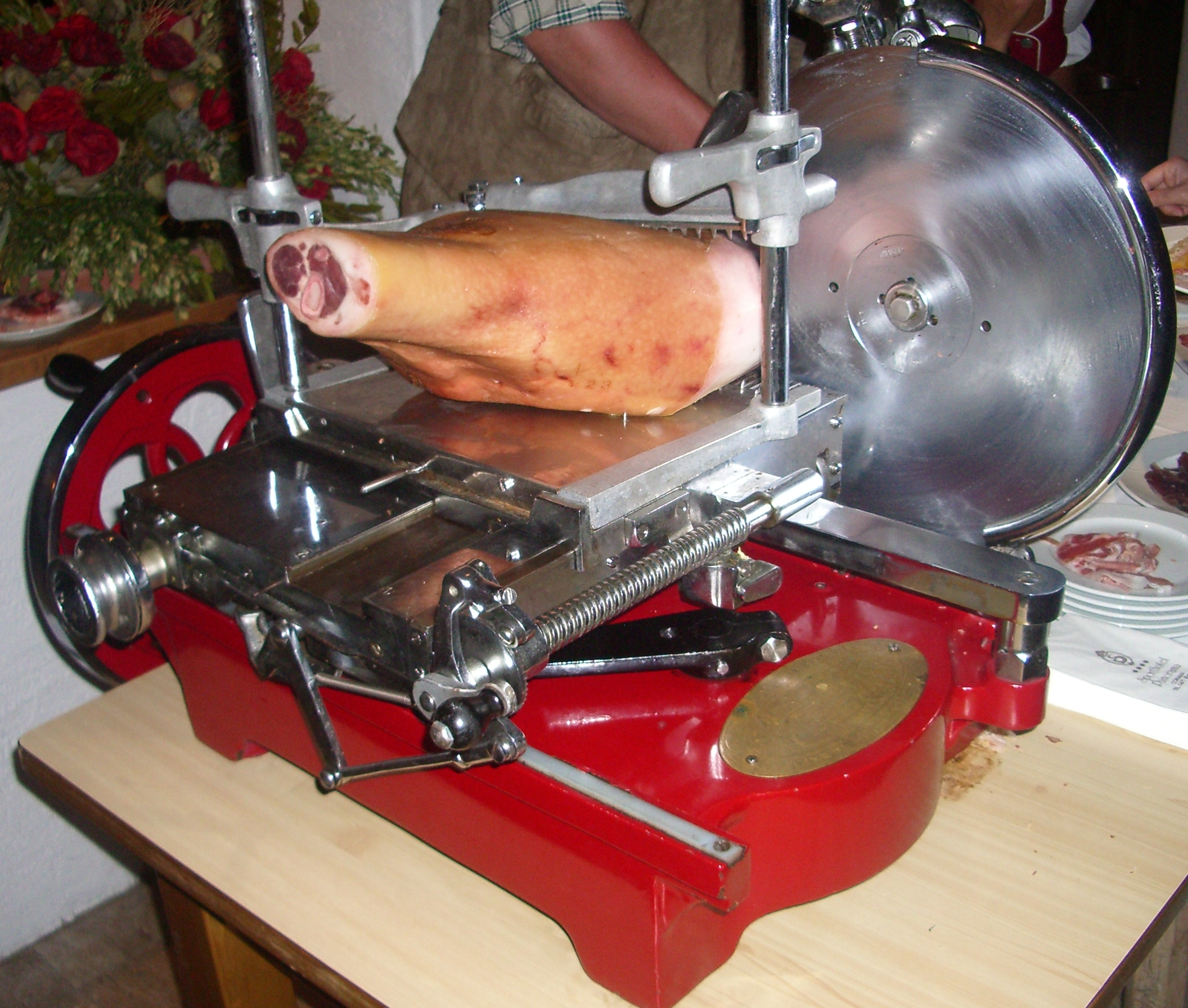
Trancheuse à jambon ancienne à manivelle.

La trancheuse à jambon est une machine utilisée en charcuterie traiteur. Elle sert essentiellement à couper du jambon ou du saucisson.
Elle comporte une lame circulaire tournante, de diamètre variable, sur laquelle vient s'appuyer la pièce de charcuterie à trancher. Il est généralement possible de régler l'épaisseur des tranches, de quelques millimètres à environ 1 cm.
La première trancheuse à jambon a été inventée par Wilhelm van Berkel à Rotterdam en 1898,,. Les premiers modèles utilisaient un système à manivelle ; les plus récentes ont généralement un moteur électrique.